# Allomogurnda landfordi
Allomogurnda landfordi är en fiskart som beskrevs av Allen 2003. Allomogurnda landfordi ingår i släktet Allomogurnda och familjen Eleotridae. Inga underarter finns listade i Catalogue of Life.